# Royal Australian Air Force
Royal Australian Air Force (RAAF) er Australiens luftvåben. RAAF blev oprettet i marts 1914 under navnet Australian Flying Corps og blev et selvstændig luftvåben i marts 1921.

## Materiel
Afsnittet er ikke komplet
| Fly                            | Foto    | Oprindelse     | Rolle                   | Version        | Antal   | Bemærkning                  |
| Kampfly                        | Kampfly | Kampfly        | Kampfly                 | Kampfly        | Kampfly | Kampfly                     |
| ------------------------------ | ------- | -------------- | ----------------------- | -------------- | ------- | --------------------------- |
| F/A-18 Hornet                  |         | USA            | Multirollefly           | F/A-18AF/A-18B | 5516    |                             |
| Super Hornet                   |         | USA            | Multirollefly           | F/A-18F        | 24      |                             |
| F-35 Lightning II              |         | USA Australien | Multirollefly           | F-35A          | 2       | 70 i ordre                  |
| Transportfly                   |         |                |                         |                |         |                             |
| C-17 Globemaster III           |         | USA            | Strategisk transportfly | C-17A          | 6       | 2 i ordre                   |
| Lockheed Martin C-130 Hercules |         | USA            | Taktisk transportfly    | C-130J-30      | 12      |                             |
| Andre fly                      |         |                |                         |                |         |                             |
| Airbus A330                    |         | EU             | Lufttankning            | KC-30A         | 5       |                             |
| Boeing 737                     |         | USA            | Radarovervågning        | E-7A Wedgetail | 6       |                             |
| Lockheed P-3 Orion             |         | USA            | Maritimt patruljefly    | AP-3C          | 15      | udfases og erstattes af P-8 |
| Træningsfly                    |         |                |                         |                |         |                             |
| BAe Hawk                       |         | Storbritannien | Jetovergangstræner      | Hawk 127       | 33      |                             |